# آمي كيكوتشي
آمي كيكوتشي (باليابانية: 菊地亜美؛ بالكانا: きくち あみ) هي آيدولة يابانية وتارينتو يابانية، ولدت في 5 سبتمبر 1990 في كيتامي في اليابان.

## وصلات خارجية
- آمي كيكوتشي على موقع IMDb (الإنجليزية)
- آمي كيكوتشي على موقع ميوزك برينز (الإنجليزية)